# 爸爸去哪兒 (電影)
《爸爸去哪兒》（英語：Where Are We Going? Dad），又名《爸爸去哪兒大電影》，是一部2014年中國大陸的真人秀電影，電影的內容和電視劇版爸爸去哪兒的內容一樣是以完成任務為主，電影講述了五個家庭邀集到廣東廣州長隆野生動物世界後，完成各種任務的故事。
本電影於2014年1月31日在中國大陸公映。

## 參演人員
本電影的參演人員皆是《爸爸去哪兒第一季》的原班人马。
- 林志穎（粤语配音：黃龍傑）、小小志（Kimi）
- 郭濤、郭子睿（石頭）
- 田亮、田雨橙（Cindy）
- 王岳倫、王詩齡（Angela）
- 張亮、張悅軒（天天）
- 李銳 飾 村長
- 何炅（友情客串）

## 製作

### 概念
電影版宣傳負責人趙暉表示，在播出前看了《爸爸去哪兒》的樣片就產生了拍它做電影的構想。後來首播反饋很好，第二週就決定要把它拍成電影了。監製滕華濤認為喜歡《爸爸去哪兒》就是因為它是真人秀，在他的堅持下把電影拍為真人秀，把原本的電視版《爸爸去哪兒》的跟拍拍攝模式照樣套入了電影版中。

### 拍攝

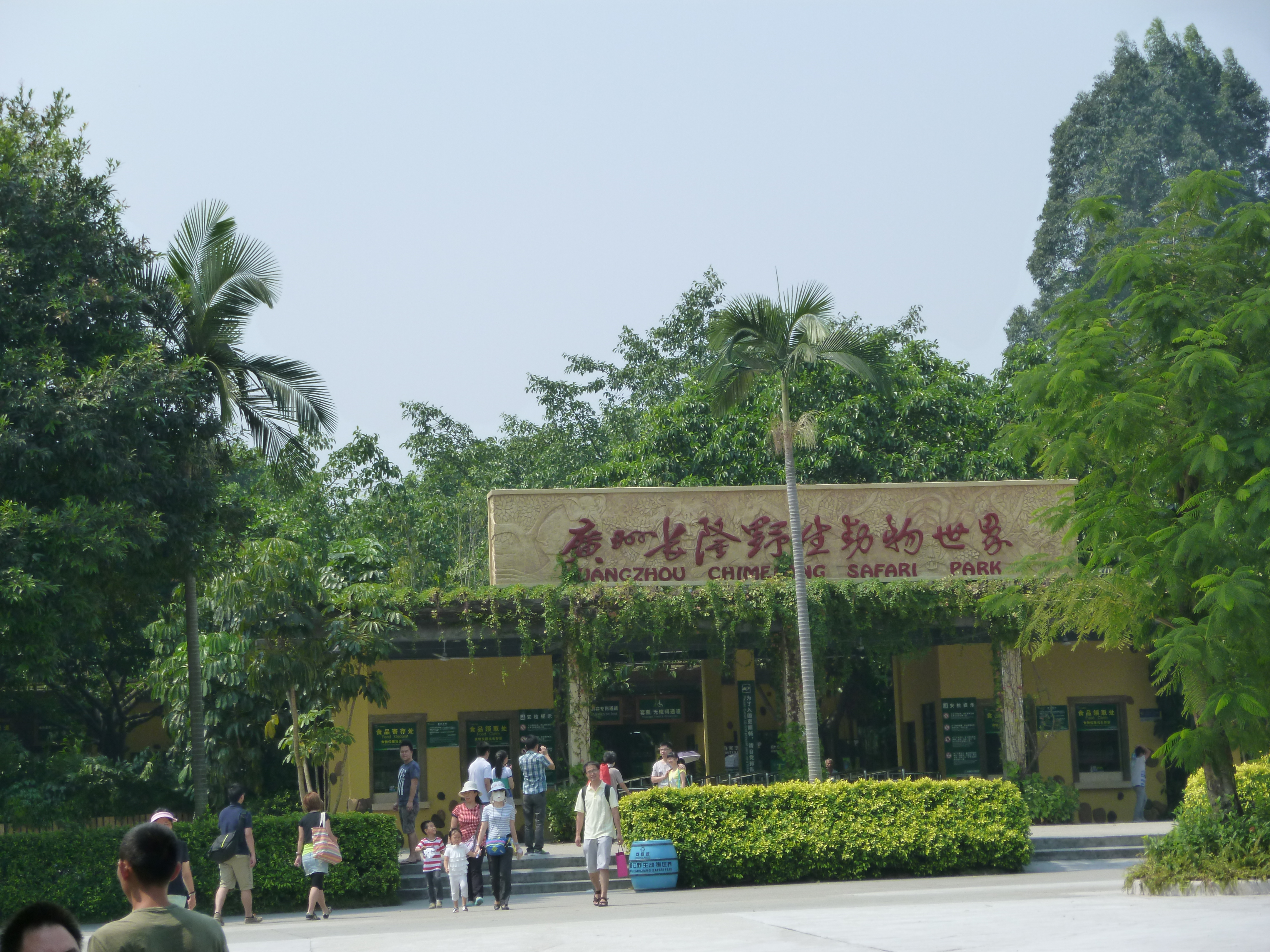
拍攝地點：長隆野生動物世界

攝製組用了2個月的時間為電影的拍攝做準備，《爸爸去哪兒》電影版延續了真人秀節目的模式，沒有既定的台詞和腳本；其實際拍攝週期僅僅為5天；現場工作人員有470人，其中單攝影組就有160人，據《爸爸去哪兒》電影版出品方之一天娛傳媒的總裁龍丹妮表示，電影用了約10個劇組拍攝，最高峰的時候，拍攝現場的電影攝像機達到23台之多，“因為所有的東西是不可能表演的、是及時性發生的，需要多個劇組重複抓拍，所以我們至少是5個同步的劇組同步跟踪，每個劇組跟踪一對父子”，而這5個劇組，每個組又分成兩部分，一個是原版電視節目的劇組，另一個是相匹配的電影攝製組，以方便符合電影成片。，該電影累積的素材達4000多個小時，並從中剪輯出85分鐘的電影完成片，後期製作花了近1個月時間完成。此外，龍丹妮也表示，其實劇組也不想用5天這麼短的時間拍攝这部電影的，但是“對於參加真人秀的孩子來說，5天已經是他們生理和心理上的極限”。

### 歌曲
《爸爸去哪兒》電影版主題曲《寶貝去哪兒》由中國大陸音樂人滿江製作，於2014年1月15日在各音樂網站发布。與電視版不同，電影版的主題曲由參演本電影的五位小孩子和他們的媽媽共同演唱，演唱者分別是田雨橙和媽媽葉一茜、郭子睿和媽媽李燃、王詩齡和媽媽李湘、Kimi和媽媽陳若儀以及張悅軒和媽媽寇靜。

## 反響

### 票房
本電影提前於2014年1月27日進行點映試片。在和其他新片如《大鬧天宮》《澳門風雲》《前任攻略》選擇在同一天即大年初一(1月31日)正式公映的情况下，首天單日票房仍取得9000萬元
，僅次於3D電影《大鬧天宮》的1.07億，同時《爸爸去哪兒》當時也刷新了多項國產片紀錄：2D國產片首日票房紀錄、單日觀影人次、上座率和場均人次。《爸爸去哪兒》刷新了《私人訂製》首日8000萬的2D國產片首日票房紀錄，此紀錄後來被於2014年2月上映的《北京愛情故事》(首日1.2億票房)超過。此外，《爸爸去哪兒》電影首日上座率高達近九成，超過了《讓子彈飛》81.19%的單日最高上座率。《爸爸去哪兒》首周三天票房2.44億，位列該周票房亞軍；《爸爸》上映10天票房正式突破5.7億元。截至3月2日，《爸爸》票房已經達到6.99億元。

### 評價
本電影曾被觀眾認為沒有劇情，不能算作嚴格意義上的“電影”，是“一部沒有廣告的加長版電視節目”。作為電影，其照搬綜藝節目《爸爸去哪兒》的拍攝手法，以DV記錄方法展現爸爸、孩子和野生動物園的動物們一起生活、游戏的情景，但是這種所謂創新的拍攝手法會令人懷疑電影的真誠度。春城晚報表示“影片故事的結構安排模糊，只是簡單地按任務走，期間隨著“主演”們的本性自由發揮，歡樂搞笑的地方重複幾遍，煽情動人的部分來幾個特寫，對笑點、淚點的控制也真的難以讓人感受到電影應該帶來的效果，整個形式、結構、人員安排都與電視綜藝節目大同小異，感覺更像是節目集錦”。也有影評持相反的意見，廣州日報認為這部電影“好就好在沒有打著綜藝旗臨時起意地編個粗淺的故事來賺熱錢，而是直接把綜藝節目擺上大銀幕”。
同時，《爸爸去哪兒》的熱烈反響吸引了英國BBC和《洛杉磯時報》的關注。
由于该片没有任何吸烟镜头，因此该片被中国控制吸烟协会获颁“无烟影视奖”。

## 相關
- 中国内地最高电影票房收入列表

## 外部連結
- 时光网上《爸爸去哪儿》的資料（简体中文）
- 豆瓣电影上《爸爸去哪儿》的資料 （简体中文）